# Mesh (banda)
No confundir con la banda suiza Mesh.
Mesh es una banda formada en Bristol, Inglaterra cuya música se podría describir como synth pop. Al principio, sus temas eran más industriales que en la actualidad.

## Antecedentes
Mesh fue formado en 1991 por Mark Hockings (voces, guitarras, teclados, programación, letras) y Richard Silverthorn (teclados, programación) después que los se conocieran en un concierto donde la tocaba la banda de Silverthorn. Al poco tiempo se les sumó Neil Taylor (teclados, programación), un exintegrante de Silverthorn, y continuaron con esta formación hasta septiembre de 2006.
El 13 de septiembre de 2006, Neil Taylor anunció que dejaría la banda para proseguir con otros proyectos diciendo: "15 años es mucho tiempo y para mí ha llegado el momento de seguir adelante y tengo que hacer algún espacio libre para otras cosas en la vida".. Hockings y Silverthorn manifestaron que seguirían haciendo música como Mesh.
La banda reclutó al teclista Geoff Pinckney (Toffeetones Records) para reemplazar a Taylor en las actuaciones en vivo.
Mesh ha creado varios remixes, incluyendo un remix de la canción 'Mourn' de Apoptygma Berzerk para el álbum de covers de la banda editado en el 2006 'Sonic Diary' (el cual aparece en el álbum "7" de Apop).
El 8 de enero de 2009, la revista Side-Line informó que estaban trabajando duro en su estudio en Bristol escribiendo y grabando su nuevo álbum, el cual fue descripto como 'más valiente y roquero que antes'.
En 2013 lanzaron el aclamado Automation Baby, álbum que recibió grandes críticas positivas tanto por los medios como sus fanes, hecho que incluso sorprendió a la banda ya que ellos no esperaban esta reacción.
Después de la buena recepción de su anterior disco, Mesh se dispuso a volver a entrar al estudio con el gran reto de seguir en los pasos de Automation Baby. Mark y Richard insistieron en que no querían hacer un réplica sino avanzar y simplemente seguir produciendo música pero admitieron que sentían que era difícil llenar las expectativas de la gente.
Esto resultó en el lanzamiento de Looking Skyward el 26 de agosto de 2016 y junto con un gira junto con las bandas Aesthetic Perfection y Empathy Test, gira conocida como 'Touring Skyward'.

## Discografía
Toda la información se refiere a la versión en CD, si no se indica lo contrario

### Álbumes
- Fragile - (1994, Tolerance Records, (TOLCD001)
- Fragile - (1995, Memento Materia, MEMO 020) - Relanzamiento
- Fragile - (1996, Jarrett Records, CDWERK05) - lanzamiento en U.S.A. con temas adicionales
- In This Place Forever - (1996, Memento Materia, MEMO 021)
- Fragmente - (1998, Memento Materia, MEMO 027) - Álbum de compilación, con simples, lados-B y temas de álbumes.
- The Point At Which It Falls Apart - (1999, Memento Materia, MEMO 032)
- On This Tour Forever - (2001, Synthetic Product Records, SPR 012) - Disco en vivo grabado en varias presentaciones entre 1999 y 2000
- Original 91-93 - (2001, Tolerance Records, TOLCD002) - Compilation album. Featuring early tracks recorded during 1991-93 and previously unreleased on CD
- Fragmente 2 - (2002, Synthetic Product Records, SPR 029) - Álbum de compilación, con remixes y lados-B
- Who Watches Over Me? - (2002, Home Records, 506167 2)
- We Collide - (2006, SPV, 82552) - También lanzado como edición limitada con un DVD (SPV 82550)
- A Perfect Solution - (2009)
- Automation Baby - (2013)
- Looking Skyward - (2016)

### Sencillos
- You Didn't Want Me - (1997, Memento Materia, MEMO 023)
- You Didn't Want Me - (1997, Jarrett Records, JR121201S) - Versión de USA con otro orden de temas
- Fragile - The Mixes - (1997, Jarrett Records, JR121202S) - Lanzado solo en USA
- Trust You - (1998, Jarrett Records, JR120502)
- Peolple Like Me (With This Gun) - (1999, Memento Materia, MEMO 035)
- It Scares Me - (1999, Memento Materia, MEMO 042)
- Not Prepared - (1999, Memento Materia, MEMO 044)
- Not Prepared - (1999, Synthetic Product Records, SPR 004) - Versión alemana con temas adicionales
- Not Prepared Dance - (1999, Indigo, 9045-6) -  Edición limitada en vinilo EP
- Live Singles EP - (2000, Memento Materia, MEMO 047)
- Waves - (2000, Bigpop Records, 8 97209-2) - Lanzado como Mark'Oh & Mesh. Versión cover de Blancmange
- Leave You Nothing - (2002, Home Records, HOM 672336 2)
- Friends Like These - (2003, Home Records, HOM 673447 2) - EP con 8 remixes, 2 videos y un tema exclusivo
- Crash - (2006, SPV, SPV 82573 CDS-E)
- My Hands Are Tied / Petrified - (2006, SPV, SPV CDS 82613)
- Only Better - (septiembre de 2009, Dependent, MIND 135)
- How Long? - (marzo de 2010, Dependent, MIND 149)
- Adjust Your Set - (2013)
- Born To Lie - (2013)
- Kill Your Darlings - (2016)

### Video
- On This Tour Forever - (2000, Memento Materia) - En vivo, solo VHS. Lanzado como caja de edición limitada con un CD con la banda sonora
- We Collide Tour - (2007, Major Records, LC 13605) - DVD en vivo con características adicionales. También lanzado como edición limitada incluyendo 2 CD con la banda sonora